# Stjenka Razin
Stjepan (Stjenka) Timofejevič Razin (rus.: Степан (Стенька) Тимофеевич Разин) (1630. – Moskva, 16. lipnja 1671.)   Bio je kozački vođa velikog ustanka protiv carske vlasti u južnoj Rusiji 6. lipnja (po gregorijanskom kalendaru).
U starijim hrvatskim izvorima ga se nalazi i pod imenom Ražin.

## Životopis
Povjesničari su prvi put našli podatke o njemu 1661. godine, kad je išao kao diplomatski izaslanik donskih Kozaka Kalmicima.
Iste godine je Razin išao na daleko hodošašće u Solovjecki samostan na Bijelom moru za dobrobit svoje duše.

Nakon toga nema mu traga u pisanim ispravama šest godina, a onda se ponovno pojavljiva kao vođa pljačkaške zajednice organizirane kod Panšinskojeg, među močvarama između rijeka Tišine i Ilovlje, gdje je ucjenjivao sva prometala koja su išla uz i niz Volgu. 
Dugi rat s Poljskom 1654. – 1667. godine i Švedskom 1656. – 1658. godine donio je teške zahtjeve od ljudi u Rusiji. Porezi su rasli kao i novačenje. Brojni seljaci su u nadi za umaknuti ovim teretima izbjegli južnije i pridružili se bandama Razinovim razbojničkih Kozaka. Pridružili su im se također brojni ini stanovnici, pogođeni mjerama ruske vlade, uključujući ljude iz nižih društvenih slojeva kao i predstavnici neruskih potlačenih etničkih skupina.
Prva Razinova akcija vrijedna pozornosti je uništenje velikog vodenog karavana kojeg su činile teglenice s blagom patrijarha i bogatim moskovskim trgovcima. Potom je Razin otplovio niz Volgu s mornaricom od trideset i pet galija, pri čemu je putem zauzeo više važnih utvrda i pustošeći okolne krajeve. 

Početkom 1668. godine pobijedio je postrojbe vojvode Jakova Bezobrazova koje su poslane iz Astrahana u akciju protiv Stjenke Razina.

Na proljeće je pošao u kazneni pohod po Perziji koji je trajao 18 mjeseci.

## Perzijski pohod
Preplovivši Kaspijsko jezero, opustošio je perzijske obale od Derbenda do Bakua, masakrirao stanovnike velikog trgovišta Rašta (perz. رشت) i u proljeće 1669. ulogorio se na otoku Suina s kojeg je u srpnju uništio perzijsku flotu koju se poslalo na njega.  Stjenka Razin je, kako ga se onda općenito zvalo, postao moćnikom.
U kolovozu 1669. godine ponovno se pojavio u Astrahanu gdje je prihvatio ispriku ruskog cara Alekseja Mihajloviča. Obični ljudi su bili fascinirani Razinovim pustolovinama. 
Ondašnja ruska pogranična pokrajina Astrahan, gdje je vladalo bezakonje, gdje je ozračje bilo predatorsko i gdje su brojni ljudi živjeli nomadski, bila je prirodnim okružjem za ustanak kao što je bio Razinov.

## Otvorena pobuna
Dok je Razin 1670. godine bio na putu, radi javljanja kozačkom stožeru na rijeci Donu, otvoreno se pobunio protiv vlade, zauzeo Čerkask, Caricin i još neka naselja, a 24. lipnja je krenuo na sami Astrahan.
Nakon što je masakrirao sve koje su mu se suprotstavili (uključujući dvoje boljara Prozorovskih; Ivana Semenoviča, astrahanskog gospodara su bacili kroz prozor astrahanskog kremlja, a njegova sina je dao naopako objesiti (za noge) na gradskim zidinama) i opljačkao bogati gradski bazar, pretvorio je Astrahan u kozačku republiku, podijelivši stanovništvo na tisuće, stotine i desetine, s njihovim časnicima koje je izabiralo vijeće, čiji je prvi čin bilo proglašavanje Stjepana Timofejeviča njihovim gosudarom (monarhom, suverenom). 
Razin je nakon trotjednog krvoprolića otišao iz Astrahana s postrojbama u dvjesto teglenica radi uspostave kozačke republike duž cijelog Povolžja, kao pretkoraka u prodoru prema Moskvi. Uskoro je zauzeo gradove Saratov i Samaru, dok se je Simbirsk uspio oduprijeti svim navalama te je nakon dva krvava sraza 1. i 4. listopada na obali rijeke Svijage, Razinove postrojbe su se povukle u neredu i pobjegle niz Volgu, ostavivši mnoštvo svojih pristaša neka ih pobjednici nemilosrdno istrijebe.
To nije bilo krajem pobuni. Razinovi izaslanici su inflamatornim proklamacijama su digli stanovnike Nižnjeg Novgoroda, Tambova i Penze i prodrli sve do Moskve i Novgoroda. Potlačeno stanovništvo nije bilo teško potaknuti na pobunu. Razin je proglasio da je njegov cilj iskorijeniti sve boljare i sve dužnosnike, izjednačiti sva prava i uspostaviti kozaštvo s jednakošću za sve diljem Moskovske kneževine.

## Unutarnje poveznice
- s:Poviest Rusije I.4.4 - Wikizvor

## Vanjske poveznice
- Izviđačke pjesme  Arhivirana inačica izvorne stranice od 3. rujna 2007. (Wayback Machine)